# اکولایزر ۳
اکولایزر ۳ (به انگلیسی: The Equalizer 3) یک فیلم انتقام‌جویانه و اکشن آمریکایی محصول سال ۲۰۲۳ به کارگردانی آنتوان فوکوآ با بازی دنزل واشینگتن و داکوتا فانینگ که در ۱ سپتامبر ۲۰۲۳ توسط گروه سینمایی سونی پیکچرز اکران سینمایی شد. این فیلم دنباله‌ای بر اکولایزر ۲ و آخرین قسمت از سه‌گانه برابرساز است که بر اساس سریال تلویزیونی  به همین نام ساخته شده‌است. در این فیلم دنزل واشینگتن در نقش یک مأمور ویژه امنیتی بازنشسته ایالات متحده، رابرت مک‌کال بازی می‌کند.
این فیلم به‌طور کلی نقدهای مثبتی از سوی منتقدان دریافت کرد و در سراسر جهان تا ۶ نوامبر ۲۰۲۳ توانست ۱۹۱ میلیون دلار بفروشد، در حالی که ۷۰ میلیون دلار بودجه ساخت آن بوده‌است. همچنین این پنجمین همکاری واشینگتن و فوکوآ و دومین همکاری واشینگتن و فانینگ بعد از فیلم مردی در آتش در سال ۲۰۰۴ می‌باشد.

## داستان
در این قسمت، مک‌کال برای برگرداندن پول یک بازنشسته آمریکایی که توسط تبهکاران اینترنتی ایتالیایی هک شده‌است به ایتالیا می‌رود، در آنجا پس از بهم ریختن و منهدم کردن اولین گروه مافیایی توسط یک پسر بچه از خانواده مافیا مجروح می‌شود و یک پلیس محلی به صورت اتفاقی او را پیدا کرده و تحت درمان قرار می‌گیرد، در دوران مداوا با اهالی صمیمی دهکده کوچک آشنا و دوست می‌شود و… او پس از مدتی متوجه می‌شود که دوستان جدیدش مورد آزار و باج خوری گروه مافیای محلی ایتالیای جنوبی یعنی کامورا قرار می‌گیرند… آنجاست که او تصمیم می‌گیرد تا به دوستان جدیدش کمک کند و… البته در سکانس‌های پایانی فیلم اهالی ساده این شهر کوچک نیز تصمیم می‌گیرند که به وی در این راه کمک و بر علیه مافیای محلی قیام کنند.

## تولید
در ژانویه ۲۰۲۲، فیلم سوم به‌طور رسمی تأیید شد که در حال توسعه است، با دنزل واشینگتن در نقش اصلی بازگشت. در ژوئن ۲۰۲۲، داکوتا فانینگ نیز اعلام شد که به عنوان بازیگر انتخاب شده‌است. تا نوامبر ۲۰۲۲، سونیا بن عمار، آندره آ دودرو، رمو جیرونه، یوجنیو ماستراندرا، دانیله پرونه، آندره آ اسکاردوزیو و گایا اسکودلارو به بازیگران اضافه شدند.
فیلم‌برداری در ۱۰ اکتبر ۲۰۲۲ در ساحل ساحل آمالفی در ایتالیا آغاز شد. پایان تصویربرداری اصلی در ژانویه ۲۰۲۳، در رم بود.

## بازخوردها
- در وب‌سایت جمع‌آوری نقد راتن تومیتوز از ۷۱ نقد منتقد، با میانگین امتیاز ۶ از ۱۰ مثبت هستند. اجماع این وب‌سایت می‌گوید: «یک سفر سرگرم‌کننده دیگر از آنتوان فوکوا و دنزل واشینگتن، این فیلم عمدتاً داستان فرمولی خود را با کمک‌های سخاوتمندانه اکش کاتارتیک جبران می‌کند».
- در متاکریتیک، که از میانگین وزنی استفاده می‌کند، بر اساس رای ۳۱ منتقد، امتیاز ۵۷ از ۱۰۰ را به فیلم اختصاص داد که نشان دهنده «بررسی‌های مختلط یا متوسط» است.
- تماشاگرانی که توسط سینماسکور مورد بررسی قرار گرفتند، مانند قسمت قبلی، نمره متوسط "A" را در مقیاس A+ تا F به این فیلم دادند، در حالی که در نظرسنجی پست‌ترک ۹۰ درصد نمره کلی مثبت به آن داده شد و ۷۲٪ گفتند که قطعاً آن را توصیه می‌کنند.
- کلاریس لافری از ایندیپندنت به فیلم ۳/۵ ستاره داد و نوشت: «در بهترین حالتش این فیلم تقریباً به خوبی فیلم اول است.[۱۳]

### گیشه
در آمریکا و کانادا، این فیلم از ۳۲۴۱ سینما در آخر هفته افتتاحیه خود ۲۸ تا ۳۰ میلیون دلار و در مجموع ۳۳ تا ۴۰ میلیون دلار در چارچوب چهار روزه روز کارگر پیش‌بینی می‌شود. این فیلم ۳٫۸ میلیون دلار از پیش نمایش‌های پنجشنبه شب به دست آورد که از مجموع فیلم‌های اول (۱٫۴۵ میلیون دلار) و دوم (۳٫۱ میلیون دلار) بیشتر است.
این فیلم در ایالات متحده و کانادا ۹۲ میلیون دلار و در سایر مناطق ۹۹ میلیون دلار فروش داشته‌است که در کل جهان ۱۹۱ میلیون دلار است.

## آینده
در اوت ۲۰۲۳، فوکوا اظهار داشت که بحث‌هایی برای ایجاد یک فیلم پیش‌درآمد با جزئیات ریشه‌های رابرت مک‌کال وجود داشته‌است. این فیلمساز اظهار داشت که استفاده از فناوری پیری زدایی برای جوان‌تر نشان دادن واشینگتن یک گزینه است، در حالی که او همچنین می‌خواهد از جان دیوید واشینگتن یا مایکل بی. جردن را برای این نقش انتخاب کند. بعداً در همان ماه، فوکوا اظهار داشت که در حالی که در مورد برابرساز ۳ به عنوان فیلم نهایی از نظر زمانی صحبت می‌شد، او علاقه‌مند به بازگشت به عنوان کارگردان برای قسمت بعدی بود اگر دنزل واشینگتن علاقه‌مند به بازگشت به نقش باشد.